# Будки (заказник)
Бу́дки — лісовий заказник місцевого значення в Україні. Розташований на території Звягельського району Житомирської області, на північний захід від села Чміль. 
Площа 444 га. Статус присвоєно згідно з рішенням облвиконкому від 01.02.1988 року № 27. Перебуває у віданні ДП «Ємільчинське ЛГ» (Ємільчинське лісництво, кв. 28, 29, 36, 37). 
Статус присвоєно для збереження частини лісового масиву з цінними насадженнями дуба; також є ділянки з насадженнями берези.